# Bezas
Bezas település Spanyolországban, Teruel tartományban. Bezas Albarracín községgel határos. Lakosainak száma 68 fő (2024).

## Népesség
A település népessége az utóbbi években az alábbiak szerint változott:
| Lakosok száma | 66   | 76   | 68   | 78   | 78   | 77   | 62   | 70   | 63   | 68   |
|               | 2001 | 2004 | 2007 | 2009 | 2012 | 2014 | 2017 | 2019 | 2022 | 2024 |